# Smyrna (Tennessee)
Smyrna é uma cidade  localizada no estado norte-americano de Tennessee, no Condado de Rutherford.

## Demografia
Segundo o censo norte-americano de 2000, a sua população era de 25.569 habitantes.
Em 2006, foi estimada uma população de 34.491, um aumento de 8922 (34.9%).

## Geografia
De acordo com o United States Census Bureau tem uma área de
59,5 km², dos quais 59,1 km² cobertos por terra e 0,4 km² cobertos por água. Smyrna localiza-se a aproximadamente 174 m acima do nível do mar.

## Localidades na vizinhança
O diagrama seguinte representa as localidades num raio de 20 km ao redor de Smyrna.